# Équipe des Samoa américaines des moins de 17 ans de football
Maillots
L'équipe des Samoa américaines des moins de 17 ans est une sélection de joueurs de moins de 17 ans au début des deux années de compétition placée sous la responsabilité de la Fédération des Samoa américaines de football.

## Parcours en Championnat d’Océanie
- 1983 : Non inscrite
- 1986 : Non inscrite
- 1989 : Non inscrite
- 1991 : Non inscrite
- 1993 : Non inscrite
- 1995 : Non inscrite
- 1997 : Non inscrite
- 1999 : 1er tour
- 2001 : 1er tour
- 2003 : 1er tour
- 2005 : Non inscrite
- 2007 : Non inscrite
- 2009 : Non inscrite
- 2011 : 1er tour
- 2013 : Tour qualification
- 2015 : 1er tour
- 2017 : Tour qualification
- 2018 : Tour qualification
- 2023 : 1er tour

## Parcours en coupe du monde
| - 1985 : Non qualifiée - 1987 : Non qualifiée - 1989 : Non qualifiée - 1991 : Non qualifiée - 1993 : Non qualifiée - 1995 : Non qualifiée - 1997 : Non qualifiée - 1999 : Non qualifiée - 2001 : Non qualifiée - 2003 : Non qualifiée |  | - 2005 : Non qualifiée - 2007 : Non qualifiée - 2009 : Non qualifiée - 2011 : Non qualifiée - 2013 : Non qualifiée - 2015 : Non qualifiée - 2017 : Non qualifiée - 2019 : Non qualifiée - 2023 : Non qualifiée |

## Le premier point
L'équipe des moins de 17 ans a réalisé en 2003 ce que l'équipe A n'arriva et n'arrive toujours pas à faire : gagner un point. L'équipe B faisait face aux Iles Cook dans un match de qualification à la Coupe du monde de football des moins de 17 ans 2003 où les deux se neutralisèrent sur un score de 1-1. Le but samoan-américain sera marqué par Ramin Ott.